# Adam Goldberg
Adam Goldberg (n. 25 octombrie 1970, Santa Monica, California) este un actor, regizor și muzician american. 

## Biografie
Goldberg s-a născut în Santa Monica, California, ca fiul Donnei (née Goebel) și a lui Earl Goldberg, un fost salvamar, care fost apoi patronul unei afaceri cu produse alimentare en-gross. Tatăl său este evreu, iar mama sa catolică non-practicantă; este de origine mexicană, irlandeză, franceză și germană. Locuiește în Los Angeles cu cățelul său, Digger.

## Filmografie
- Mr. Saturday Night (1992) ca Eugene Gimbel
- Son in Law (1993) ca Indian
- Dazed and Confused (1993) ca Mike Newhouse
- ER (1995) ca Joshua Shem
- Double Rush (1995) ca Leo
- Higher Learning (1995) ca David Isaacs
- The Prophecy (1995) ca Jerry
- Friends (1996) ca Eddie Manoick
- Homeward Bound II: Lost in San Francisco (voice) (1996) ca Pete
- Space: Above and Beyond (1996) ca Sgt. Louie Fox
- NYPD Blue (1996) ca reporter Dave Bloom s03e10
- Relativity (1996–1997) ca Doug Kroll
- Scotch and Milk (1998) ca Jim
- Some Girl (1998) ca Freud
- Saving Private Ryan (1998) ca Pvt. Stanley Mellish
- Babe: Pig in the City (voice) (1998) ca Flealick
- EDtv (1999) ca John
- Sunset Strip (2000) ca Marty Shapiro
- Will & Grace (2001) ca Kevin Wolchek ("Past and Presents")
- Waking Life (2001) ca One of Four Men
- All Over the Guy (2001) ca Brett Miles Sanford
- Fast Sofa (2001) ca Jack Weis
- According to Spencer (2001) ca Feldy
- A Beautiful Mind (2001) ca Sol
- The Salton Sea (2002) ca Kujo
- I Love Your Work (2003) (director)
- The Hebrew Hammer (2003) ca Mordechai Jefferson Carver
- How to Lose a Guy in 10 Days (2003) ca Tony
- Frankenstein (2004) ca Detective Michael Sloane
- Law & Order: Criminal Intent (2005) ca Victor Garros.
- The Fearless Freaks (2005) ca Himself
- Keeping Up with the Steins (2006) (uncredited)
- Man About Town (2006) ca Phil Balow
- Joey (2005–2006) ca James "Jimmy" Costa
- My Name Is Earl Episode 15 – "Something to Live For" (2006) ca Philo
- Stay Alive (2006) ca Miller Banks
- Déjà Vu (2006) ca Dr. Alexander Denny
- 2 Days in Paris (2007) ca Jack
- Zodiac (2007) ca Duffy Jennings
- Nancy Drew (2007) ca Arrogant Director
- Entourage (2007) ca Nick Rubenstein
- Medium (2007) ca Bruce Rossiter
- From Within (2008) ca Roy
- Christmas on Mars (2008) ca Dr. Scott Zero (A Mars Psychiatrist)
- Kate Wakes (short) (2008) ca Jared
- The Unusuals (2009) ca Detective Eric Delahoy
- (Untitled) (2009) ca Adrian
- Landy's BFF (2009) ca himself
- Numb3rs (2009) ca Chris McNall
- Miss Nobody (2010) ca Bill Malloy
- Norman (2010) ca Mr. Angelo
- A Monster in Paris (2010) ca Raoul
- White Collar Episode 29 – "Payback" (2011) ca Jason Lang
- NYC 22 (2012) ca Ray "Lazarus" Harper
- Lost Angeles (2012) ca Deepak
- Animal Practice (2013) ca Ethan Lawson
- Franklin & Bash (2013) ca August West
- The Anna Nicole Story (2013) ca Howard K. Stern
- Fargo (2014) ca Mr. Numbers
- The Jim Gaffigan Show (2015) ca Dave Marks
- Maron (2015) ca Jack Ross
- No Way Jose (2015) Directed and stars
- Going Under (2016)